# Малореченка (посёлок)
Малореченка — посёлок в Коченёвском районе Новосибирской области России. Входит в состав Целинного сельсовета. 

## География
Площадь посёлка — 68 гектаров.

## История
В 1976 г. Указом президиума ВС РСФСР посёлок «СибНИИЖ» переименован в Малореченка.

## Население
| 2002 | 2007 | 2010 |
| ---- | ---- | ---- |
| 251  | ↗252 | ↘228 |

## Инфраструктура
В посёлке по данным на 2007 год функционирует 1 учреждение образования.